# 長谷川百々花
長谷川 百々花（はせがわ ももか、2006年〈平成18年〉12月14日 - ）は、日本の女優。女性アイドルグループ・AKB48の元メンバーである。福島県出身。Mama&Son所属。

## 略歴
2019年10月、12歳（中学1年）で芸能活動をはじめる。AKB48への在籍を経て、2021年12月からは芸能事務所Mama&Son所属。
2022年1月、『もしも、イケメンだけの高校があったら』でテレビドラマに初出演する。同年4月、高校進学とともに福島から上京、活動の拠点を東京に移す。出演作はほかに『よだれもん家族』や『ダ・カーポしませんか?』。

## 人物

### 芸能界入りの経緯
芸能界入りのきっかけは、中学1年のときプロ野球読売ジャイアンツのファンであった長谷川の父が読売新聞福島県版で同県出身のAKB48メンバーが当時連載していた記事で同グループのオーディション開催を知り、本人に内緒で応募したことによる。同グループ加入後、長谷川が当該連載を引き継ぐこととなり、これは「月刊Team8 MoMoダネ！」として1年2か月にわたり同紙福島県版に掲載された。

### 趣味・特技
趣味は野球観戦、特技はサックス演奏。好きな漫画は『鬼滅の刃』。新型コロナウィルス感染症の流行による休校期間中は『チャイルド・プレイ』『シザーハンズ』といった映画を観て過ごした。

## 出演

### テレビドラマ
- もしも、イケメンだけの高校があったら（2022年1月15日 - 3月19日、テレビ朝日） - 池田茜 役[6]
- よだれもん家族（2022年4月10日 - 9月25日、テレビ東京）- 間野そら 役[12]
- ダ・カーポしませんか?（2023年1月16日 - 3月27日、テレビ東京） - 櫻木駒希 役[13]

### その他テレビ番組
- 昼めし旅 〜あなたのご飯見せてください!〜（2022年9月12日、テレビ東京）
- よだれもん家族SP 間野一家チートデイ幸せ口を探せ！（2022年9月25日、テレビ東京）[14]

## 書籍

### 新聞連載
- 「月刊Team8 MoMoダネ！」（2019年11月22日 - 2021年3月22日、読売新聞・福島県版）